# Брегадзе, Иосиф Лаврентьевич
Иосиф Лаврентьевич Брегадзе (20 мая 1904 года, Баку — 12 марта 1982 года, Москва) — советский хирург, профессор, доктор наук.

## Биография
Родился в 1904 году в Баку в семье фотографа. Окончил медицинский факультет Азербайджанского университета. С 1929 года получал медицинскую практику в районных больницах Азербайджана. В 1932 году переехал в Москву, где совмещал хирургическую практику с обучением в 1-м Московском медицинском институте.
С 1939 по 1946 годы работает в военных госпиталях, в качестве инспектора-хирурга, на войне он знакомится с ведущими хирургами СССР: Бурденко, М. А. Ахутиным, В. С. Левитом, Н. С. Жоровым, С. С. Юдиным и др.
После войны работает в институте Минздрава РСФСР, пишет и выпускает 4-х томный труд «Опыт Советской медицины в Великой Отечественной войне 1941—1945 г.г.», посвященный изучению военных ранений.
В 1950 году 1-й Московский медицинский институт переезжает в Рязань, и переименовывается в Рязанский медицинский институт имени академика И. П. Павлова, с вузом переезжает и Брегадзе. В 1953 году становиться доктором наук, и перебирается на работу в Новосибирский медицинский институт, там избирается председателем Новосибирского научного хирургического общества и становится членом правления Всероссийского научного общества хирургов.
Под его руководством на базе вуза расширяется диапазон хирургических вмешательств, в Сибири впервые проводятся операции на сердце, легких, поджелудочной железе, печени.
В 1961 году переезжает в Москву и работает во Всесоюзном научном центре хирургии АМН СССР.
Является автором более 230 научных работ, 5 монографий, ряд из которых имеют огромное теоретическое и практическое значение для врачей. Награжден орденами «Красной Звезды», «Отечественной войны II-й степени», медалями «За освобождение Варшавы», «За взятие Берлина», «За победу над Германией в Великую Отечественную войну 1941-45 гг».
Скончался в 1982 году в Москве, похоронен на Кунцевском кладбище.